# Dos besos
Dos besos es una película peruana de 2015 dirigida por Francisco Lombardi y protagonizada por Mayella Lloclla, Javier Valdés y Wendy Vásquez.

## Argumento
La película se centra en un triángulo amoroso entre una pareja de mediana edad y una joven que llega a Lima para intentar convertirse en actriz, donde serán las mujeres quienes se verán envueltas en un apasionado romance.

## Reparto
Los protagonistas son:
- Wendy Vásquez como Paola.
- Mayella Lloclla como Nancy.
- Javier Valdés como Max.
- Matilde León como Malú.

## Producción
La película de La Soga Producciones es estrenada en el Festival de Cine de Lima de 2015. El 3 de septiembre de 2015 es estrenada al público en las salas de cine. Contiene un guion de Augusto Cabada, además es una de las pocas películas peruanas hasta la fecha de su estreno que tratan las relaciones lésbicas en el cine de Perú.
Es la película número 14 del cineasta peruano, tras cinco años de pausa.

## Premios y nominaciones
| Año  | Premio                                                             | Categoría                                      | País    | Nominación        | Resultado | Ref.  |
| ---- | ------------------------------------------------------------------ | ---------------------------------------------- | ------- | ----------------- | --------- | ----- |
| 2015 | Ministerio de Cultura                                              | Concurso de Proyectos y Obras Cinematográficas | Perú    | Dos besos: Troika | Ganadora  |       |
| 2015 | 19º Festival de Cine de Lima                                       | Sesión Inaugural                               | Perú    | Dos besos: Troika | Ganadora  |       |
| 2015 | Festival Internacional de Cine de Ayacucho                         | Galas Nacionales                               | Perú    | Dos besos: Troika | Ganadora  |       |
| 2015 | Festival Internacional del Nuevo Cine Latinoamericano de La Habana | Largometrajes de Ficción                       | Cuba    | Dos besos: Troika | Ganadora  |       |
| 2015 | Premios Luces de El Comercio 2015                                  | Mejor Actriz Secundaria de Cine                | Perú    | Mayella Lloclla   | Nominada  | [ 9 ] |
| 2017 | Festival Internacional de Cine de Punta del Este                   | Competencia Iberoamericana                     | Uruguay | Dos besos: Troika | Ganadora  |       |